# 中井貴一
中井 貴一（日语：／ Nakai Kiichi，1961年9月18日—）东京都世田谷区出身的日本演员，成蹊大学经济学部毕业，所属事务所是。

## 生平概略
- 父亲是演员佐田啓二（本名中井寛一），姐姐是女演员中井贵惠（本名中泽贵惠子），出生于一个演艺世家。
- 三岁生日之前父亲佐田启二因为交通事故身亡。
- 他在上大学时出演了电影《联合舰队》，同作品获得了日本电影金像奖，同时他也获得了新人演员奖。
- 后来他出演了1983年TBS系的电视剧《长不齐的苹果们》、1988年得NHK大河剧《武田信玄》中的武田信玄。
- 2000年，中井貴一於自己生日同天步入婚姻。
- 2004年出演中国电影《天地英雄》，全片都使用汉语演出。2005年出演《亡国神盾舰》。后来他获得了日刊体育电影大赏最佳男演员奖。

## 作品

### 電影
- 連合艦隊（1981年8月8日、東宝） 飾 小田切正人
- 父與子（1983年1月15日、東宝） 飾 工藤高志
- 神秘國度 日本（1983年4月29日、松竹） 飾 大山貫一
- 緬梔花的傳說 天堂之吻（1983年7月2日、東宝） 飾 寺尾慎治
- 寅次郎的故事32 吹口哨的寅次郎（1983年12月28日、松竹） 飾 一道
- F2大獎賽（1984年4月14日、東宝） 飾 中野悟
- 化粧（1984年5月12日、松竹） 飾 日下
- 緬甸的竪琴（1985年7月20日、東宝） 飾 水島上等兵
- 沒有餐桌的家（1985年11月2日、松竹富士） 飾 鬼童子乙彦
- 新・喜びも悲しみも幾歳月（1986年6月28日、松竹） 飾 大門敬二郎
- 電影天地（1986年8月2日、松竹） 飾 島田健二郎
- 鹿鳴館（1986年9月20日、東宝） 飾 影山久雄
- 國士無雙（1986年10月25日、サンレニティ） 飾 冒充者
- 電影女優（1987年1月17日、東宝） 飾 五生平之助
- 竹取物語（1987年9月26日、東宝） 飾 大伴大納言
- 極道渡世の素敵な面々（1988年6月11日、東映） 飾 殺手
- 開港風雲録 YOUNG JAPAN（1989年9月15日、東宝）
- 歡迎來到東京上空（1990年6月9日、松竹） 飾 雨宮文夫
- 激戰1750天（1990年9月15日、東映） 飾 若竹正則
- 極道戰爭 武闘派（1991年11月19日、東映） 飾 衣笠誠
- 外科室（1992年2月8日、松竹） 飾 清長
- 搬家（1993年3月20日、Argo Pictures） 飾 漆場賢一
- 結婚「中井・鷲尾御両家篇」（1993年4月24日、松竹） 飾 天童雅彦
- 阿房（1993年、ゴー・シネマ） 飾 正四郎
- 忠臣蔵 四十七人刺客（1994年10月22日、東宝） 飾 色部又四郎
- 馬克斯之山（1995年4月22日、松竹） 飾 合田雄一郎
- Morocco 横浜愚連隊物語（1996年5月4日、Movie Bros.） 飾 片桐勝
- 情書（1998年5月23日、松竹） 飾 高野吾郎
- 乞求愛的人（1998年9月26日、東宝） 飾 陳文雄
- 沉落的黃昏（1998年11月17日、松竹） 飾 柴田
- 殘俠（1999年2月13日、東映） 飾 諏訪政次郎
- 梟之城（1999年9月30日、東宝） 飾 葛籠重蔵
- 世界奇妙物語 電影特別編「携帯忠臣蔵」（2000年11月3日） 飾 大石内蔵助
- 日本的黑色夏天 冤罪（2001年3月24日、日活） 飾 笹野誠
- 螢火蟲（2001年5月26日、東映） 飾 中嶋
- 大家的家（2001年6月9日、東宝） 飾 自己
- 修羅の群れ（2002年2月16日、ミュージアム） 飾 田城正雄
- 真愛銘心（2002年9月14日） 飾 菅野覺兵衛
- 陰陽師II（2003年10月4日、東宝） 飾 幻角
- 壬生義士傳（2003年1月18日、松竹） 飾 吉村貫一郎
- 搖滾青年（2003年9月27日、GAGA） 飾 神父 ※客串演出
- 天地英雄（2004年2月21日、SPE） 飾 来栖[1]
- Jump （2004年5月8日、シネカノン） ※友情出演
- 亡國神盾艦（2005年7月30日、松竹） 飾 溝口哲也/Ho Yonfa
- 燃ゆるとき THE EXCELLENT COMPANY（2006年2月11日、東映） 飾 川森潔
- 守靈夜狂想曲（2006年4月8日、角川ヘラルド・ピクチャーズ） 飾 笑滿亭橋太
- 多羅羅（2007年1月27日、東宝） 飾 醍醐景光
- HERO（2007年9月8日、東宝） 飾 滝田明彦
- 鳳凰（2007年11月3日、角川映画） 飾 劉浪 ※兼監製
- 魔幻時刻（2008年6月7日、東宝） 飾 磐田徹
- 次郎長三国志（2008年9月20日、角川映画） 飾 清水次郎長
- RAILWAYS 在49歲成為電車司機男子的故事（2010年5月29日、松竹） 飾 筒井肇
- 豐臣公主（2011年5月28日、東宝） 飾 真田幸一
- 戰國（2011年4月15日、星光） 飾 齊威王
- 鬼壓床了沒（2011年10月29日、東宝） 飾 小佐野徹
- 七金剛（2011年12月21日） 飾 草波勝警視正
- 麒麟之翼（2012年1月28日、東宝） 飾 青柳武明
- 天地明察（2012年9月15日、松竹） 飾 水戸光圀
- 柘榴坂的復仇（2014年9月20日、松竹） 飾 志村金吾
- 中年大叔的夢想甲子園（2015年1月17日公開、東映） 飾 坂町晴彦
- Good Morning Show（2016年公開予定、東宝）飾 澄田真吾
- 花戰（2017年、東映）飾 織田信長
- 失憶的總理大臣（2019年）飾 黑田啓介
- 嘘八百 なにわ夢の陣 We Make Antiques! Osaka Dreams（2023年）飾小池則夫

### 電視劇
- 立花登 青春備忘錄（1982年4月 - 9月、NHK） 飾 立花登
- 長不齊的蘋果們（1983年5月 - 7月、TBS）飾 仲手川良雄
  - 長不齊的蘋果們II（1985年3月 - 6月）
  - 長不齊的蘋果們III（1991年1月 - 3月）
  - 長不齊的蘋果們IV（1997年4月 - 7月）
- 波之盆（1983年11月15日、日本電視台）飾作太郎
- 青春小偷・徹與由紀子（1984年、TBS） 飾 徹
- 尋找綠洲（1985年10月26日、NHK） 飾 織部路音
- 勇衝洛磯山 （1986年4月3日、 富士電視台） 飾 BJ
- 女も男もなぜ懲りない（1987年、富士電視台） 飾 片山弘
- 直至最後的鐘聲響起（1987年6月、NHK）
- NHK大河劇（NHK）
  - 武田信玄（1988年） 飾 武田信玄
  - 八代將軍吉宗（1995年）飾 德川宗春
  - 武藏MUSASHI（2003年） 飾 柳生宗矩
  - 義經（2005年） 飾  源賴朝
  - 平清盛（2012年） 飾 平忠盛
- ご存じ! 鞍馬天狗（1989年1月4日、富士電視台） 飾 鞍馬天狗
- いまどき銀座物語ぼんぼん（1989年5月 - 7月、富士電視台） 飾 連平
- 失われた時の流れを（1990年3月23日、富士電視台） - 擔任教師・手島
- 横溝正史傑作懸疑・犬神家的一族 （1990年3月27日、朝日電視台） 飾 金田一耕助
- 戰爭結束45周年電視劇SP 戰艦大和（1990年、富士電視台） 飾 吉岡少尉
- 忠臣藏 風之卷・雲之卷1991年、富士電視台） 飾  浅野内匠頭
- 世界奇妙物語 第2期「再一次」（1991年1月10日、富士電視台） 飾 石田
- 從天堂往北方3公里（1991年6月28日、富士電視台） 飾 田山雄三
- NASA 從未來落下的男人（1991年8月23日、富士電視台）
- 命運的逆轉（1992年4月10日、TBS） 飾 黒沢一彦
- 世界奇妙物語 冬之特別編「妄想特急」（1992年12月30日、富士電視台）
- 淘氣乖乖女（1993年7月 - 9月、富士電視台） 飾 山田隆一郎
- 否認 どうして言わないの（1993年、NHK）
- 夏子的酒（1994年1月 - 3月、富士電視台） 飾 佐伯康男
- 刑事之戀（1994年4月7日、朝日電視台）
- 總有一天等到你（1994年7月 - 9月、富士電視台） 飾 天野憲三
- 阿房（1995年3月26日、富士電視台） 飾 正四郎[注 1]
- 戀愛尚未開始（1995年10月 - 12月、富士電視台） 飾 高沢幸一郎 / 真吉
- 35歲的戀愛（1996年4月 - 6月、富士電視台） 飾 島田英志
- 總有一天能看到天空（1996年10月 - 11月、NHK）
- NHK正月時代劇「風光之剣〜八獄黨秘聞」（1997年1月2日、NHK） 飾 鶴見源次郎
- 春之惑星（1999年4月2日、TBS） 飾 井関祐一
- 半張雙人床（1999年4月 - 6月、富士電視台） 飾 神宮寺祥
- 少年H -這是我們的戰爭（1999年11月、富士電視台） 飾 妹尾盛夫
  - 少年H - 青春篇（2001年3月23日）
- 玩具之神（2000年2月 - 3月、NHK）
- 陽光之樹（2000年4月 - 9月、日本電視台） 飾 旁白
- 世界奇妙物語 電影特別編「携帯忠臣蔵」（2000年11月3日、富士電視台） 飾 大石内蔵助
- ある日、嵐のように（2001年4月 - 6月、NHK） 飾 堀井誠
- 上流旅館（2001年4月 - 6月、富士電視台） 飾 高邑隆一郎
- 弄假成真（2001年7月 - 9月、關西電視台） 飾 鈴懸彰
- 迷路的步行方法（2002年11月、NHK） 飾 大友啓治
- 太閤記～被稱為猴子的男人～（2003年12月27日、富士電視台） 飾 松下嘉兵衛
- 積木崩塌的真相（2005年9月2日・3日、富士電視台） 飾 野間俊一 ※特別出演
- 最後看見的街（2005年12月3日、朝日電視台） 飾 清水要治
- HERO特別編（2006年7月3日、富士電視台） 飾 滝田明彦
- 赤足小子（2007年8月10日・11日、富士電視台） 飾 中岡大吉
- 鹿男（2008年1月 - 3月、富士電視台） 飾 片頭旁白
- 風之花園（2008年10月9日、富士電視台） 飾 白鳥貞美
- Smile（2009年4月 - 6月、TBS） 飾 伊東一馬
- 霧之旗（2010年3月16日、日本電視台） 飾 沢木檢事 ※特別出演
- 富士電視台開局50周年記念電視劇 我家的歷史（2010年4月9日 - 4月11日、富士電視台） 飾 獅子丸壽一
- TBS開局60周年記念電視劇 99年的愛（2010年11月3日 - 7日、TBS） 飾 平松長吉
- WOWOW開局20周年記念番組 三谷幸喜「short cut」（2011年11月3日、WOWOW）
- 三谷幸喜誕生50年&電影‧鬼壓床了沒上映記念（2011年11月5日、富士電視台） - 小佐野
- 倒數第二次戀愛（2012年1月 - 3月、富士電視台） 飾 長倉和平
  - 倒數第二次戀愛 2012秋（2012年11月2日）
  - 續・倒數第二次戀愛（2014年4月 - 6月）
  - 續・續・倒數第二次戀愛（2025年4月 - 6月）
- NTT DoCoMo 20週年特別電視劇 夢之扉 特別編 給20年後的你（2012年7月1日、TBS） 飾 澤田雄一郎
- 東野圭吾推理劇場（2012年7月 - 9月、富士電視台） 飾 旁白
- PRICELESS人生無價（2012年10月 - 12月、富士電視台） 飾 模合謙吾
- 超越巴肯紀錄（2013年1月27日、北海道文化放送） ※特別出演
- 雲霧仁左衛門（2013年10月 - 11月、NHK BS Premium） 飾 雲霧仁左衛門
  - 雲霧仁左衛門2（2015年2月 - 3月）
  - 雲霧仁左衛門3（2017年1月 - 2月）
  - 雲霧仁左衛門4（2018年9月 - 10月）
- 山田太一特別劇 時間不會停止（2014年2月22日、朝日電視台） 飾 西郷良介
- 三惡棍：金光閃閃（2016年2月13日 - 3月12日、WOWOW）飾 阪口健太
- 女兒的結婚（2018年1月8日、東京電視台）飾 國枝孝彦
- 記憶（2018年3月21日 - 6月6日、富士電視台NEXT/J:COM）飾 本庄英久
- 共演NG（2020年10月26日 - 12月7日、東京電視台）飾 遠山英二
- 華麗一族（2021年4月18日 - 7月11日、WOWOW） 飾 萬俵大介
- The Travel Nurse（2022年10月20日 - 12月8日、朝日電視台） 飾 九鬼靜
  - The Travel Nurse 2（2024年10月17日 - 12月19日、朝日電視台） 飾 九鬼靜
- 大河劇誕生之日（2023年2月4日、NHK）飾 成島庭一郎
- 春暖花開的那一天 第4話（2024年2月5日、關西電視台/富士電視台）飾 神健一郎 ※特別出演
- 有母親等待的故鄉 SP（2024年8月16日、8月23日、NHK BS 4K / 9月21日、28日、NHK BS）飾 松永徹

### 配音
- 千里走單騎（2006年1月28日、東宝） 飾 高田健一
- 阿馬爾菲 女神的報酬（2009年7月18日、東宝） 飾 片岡博嗣
- 神偷奶爸2（2013年9月21日、東宝東和） 飾 艾德華多（日語配音）
- 人中之龍7 光與闇的去向（2020年1月16日上市）飾 荒川真澄

### 舞台劇
- 刺青（1990年、日生劇場）
- 向陽之樹（1992年・1995年・1998年、Le Theatre銀座） 飾 手塚治虫、手塚良仙
- 二人的故事（2001年8月16日 - 29日・2003年10月12日 - 31日·大阪、福岡、名古屋、金沢、新潟 PARCO劇場）
- 喜歡香蕉的人（2004年、劇團DAN DAN BUENO、青山円形劇場） 飾 父親
- Les Confidents・絆（2007年、PARCO劇場・Theater BRAVA!） 飾 喬治·秀拉[3]
- 二人的約定〜The Two Men’s Promise〜（2008年、PARCO劇場） 飾 小倉小太郎
- GOOD NIGHT SLEEP TIGHT（2008年、PARCO劇場・BREEZÉ TOWER） 飾 丈夫
- 十二怒漢（2009年、Theatre Cocoon） 飾 8號陪審員
- 開襟冷衫（2010年11月1日 - 11月23日、PARCO劇場） 飾 田中亘[4]
- 老師的背影～某電影導演的幻影回憶錄～（2025年6月8日 - 7月20日〈預定〉PARCO劇場等）飾 小田昌二郎[5]

### CM
- 三得利『三四郎的夏天』
- 朝日啤酒『麥芽啤酒』
- 馬自達『馬自達323』
- NTT『Hello Dial』『第100年的電話生活』（1989年 - 1992年）
- JRA『あなたがいるから競馬は楽しい』
- 日產汽車『Cefiro』（2代目，1994年）、『STAGEA』（初代，1996年）
- DC Card（1987年、1990年 - 2007年、2012年）
- 三基商事『Mikiprune』
- KIRIN『烏龍茶 鳳凰』（1993年）『竹與茶』
- 片岡物産『MON CAFE』（2009年 - ）
- Mobage『好大人的、Mobage』（2011年，與柳澤慎吾、時任三郎共演）
- 第一三共保建『牙齒清潔』
- 大東建託
- 三菱日聯信託銀行（2015年）[6]

## 唱片

### 單曲唱片
- 青春的誓言 / Second Hero（1984年、EMI音樂日本）- 作詞：岩谷時子・作曲：加瀨邦彦。
  - A面為TBS電視劇『青春小偷・徹與由紀子』的主題歌。
  - B面為東寶電影『F2大獎賽』主題曲
- 傳說的Loose Girl /相遇的小徑（1984年、EMI音樂日本）
- 二人專屬的Love Call / 你是Tropical（1985年、EMI音樂日本）
- 只屬於我的麥當娜 / 友情相冊（1985年、EMI音樂日本）
- 愛的Sabrina / 雨的河畔（1987年、EMI音樂日本）
  - 富士電視台電視劇『男も女もなぜ懲りない』主題曲
- 黒の似合うひと / 1999年（1987年、EMI音樂日本）
- T字路（2014年）「小泉今日子&中井貴一」名義
  - 富士電視台電視劇『續・倒數第二次戀愛』插曲

### 大碟
- 「F2大獎賽」原聲大碟（1984年）
- 蒼い素描（1984年、EMI音樂日本）
- Private Theater（1985年・EMI音樂日本）
- KIICHI NAKAI SPECIAL EDITION（1987年・EMI音樂日本） - Best album
- BLUE SHADE（1988年、EMI音樂日本）
- Off Off Mother Goose（1990年）
- 日本的詩歌 高村光太郎（2005年） - 朗讀集
- 「コンフィダント・絆」Music file（2007年）

## 获得的奖项

### 日本电影金像奖
- 第5回（1982年）新人演员奖《联合舰队》
- 第18回（1995年）最优秀助演男演员奖《四十七人的刺客》[7]
- 第19回（1996年）優秀主演男優獎《马克思之山》
- 第23回（2000年）優秀主演男優獎《枭之城》
- 第27回（2004年）最优秀主演男優奖《壬生义士传》
- 第29回（2006年）優秀助演男優奖《亡国神盾舰》
- 第38回（2015年）優秀主演男優獎《柘榴坂的復仇》
- 第43回（2020年）優秀主演男優獎《失憶的總理大臣》